# (38783) 2000 RU35
2000 RU35 (asteroide 38783) é um asteroide da cintura principal. Possui uma excentricidade de 0.27213770 e uma inclinação de 11.17600º.
Este asteroide foi descoberto no dia 2 de setembro de 2000 por LINEAR em Socorro.